# Ederson Honorato Campos
Ederson Honorato Campos, mais conhecido por Ederson (Parapuã, 13 de janeiro de 1986), é um ex-futebolista brasileiro que atuava como meia.

## Carreira

### Início
Ederson se profissionalizou no Brasil jogando pelo RS Futebol Clube aos 16 anos em 2001, tendo ótimas atuações começou a ser convocado regularmente para a seleção brasileira sub-17, se tornando vice campeão sul-americano e campeão mundial da categoria em 2003. No inicio de 2004 foi emprestado para o Internacional. Mas pouco jogou pelo clube gaúcho e no mesmo ano foi emprestado para o Juventude, terminando assim o campeonato brasileiro de 2004 pelo time da serra gaúcha que naquela época era treinado por Ivo Wortmann.

### Nice
Em janeiro de 2005, Ederson se mudou para a França para jogar pelo Nice.
Então com 19 anos, seu bom futebol começaria a render bons frutos. Marcou seu primeiro gol no terceiro jogo pelo clube, na vitória de 2 a 1 no classico da Costa Azzura contra o Monaco. Na temporada seguinte, Ederson já vestia a camisa 10 e começava a se destacar.
Atuou pela equipe por três temporadas e meia, e marcou 19 gols em 90 jogos.

### Lyon
Já pensando num substituto para Juninho Pernambucano, que deixaria o clube ao fim daquela temporada de 2008, o Lyon desembolsar € 14,9 milhões por sua contratação em janeiro daquele ano. Cinco meses depois, Ederson era apresentado no clube junto com o goleiro Hugo Lloris.
Ele recebeu a camisa 7 e logo se destacou atuando pelo clube francês. Foi um dos jogadores mais consistentes do time na disputa da Liga dos Campeões. Em duas excelentes temporadas, Ederson disputou 82 jogos, marcou oito gols e deu 12 assistências.
Em julho de 2012, após o termino do contrato com o Lyon, Ederson se transferiu para a Lazio em uma operação sem custo para o clube italiano.

### Lazio
Depois de 4 anos no Lyon, em 2 de julho de 2012 foi anunciado como reforço da Lazio.
No inicio da temporada com os novos companheiros, o jogador sofreu uma lesão no joelho direito após se chocar com o também brasileiro Hernanes. Ele ficou dois meses afastado dos gramados, o que acabou atrapalhando o desempenho de Ederson em campo.  Foram apenas cinco gols e quatro assistências do meia, que em janeiro de 2014 sofreu outro duro revés. Uma nova e grave lesão na coxa direita o fez perder todo o fim da temporada e o deixou definitivamente sem espaço na temporada seguinte.

### Flamengo

#### 2015
Em 19 de julho de 2015, Ederson acertou com o Flamengo, dependendo apenas da liberação da Lazio. No dia seguinte, o time de Roma anunciou a sua saída. Horas depois, Ederson foi anunciado como novo camisa 10 da Gávea.
| “ | Estou feliz, honrado e orgulhoso por estar aqui hoje. Era um sonho voltar ao meu país depois de jogar por anos em alto nível na Europa. Realizá-lo no maior do mundo e no clube de maior torcida me deixa ainda mais contente. | ” |

Fez sua estreia com a camisa rubro-negra no dia 12 de Agosto de 2015, no Maracanã. Na ocasião, o Flamengo derrotou o Atlético Paranaense por 3x2. Ele jogou apenas 65 minutos, mas deixou boa impressão. Neste tempo, apareceu com muita frequência para finalizar. O meia deixou o campo muito aplaudido pela torcida.
Logo em seu segundo jogo pelo clube (partida contra o Palmeiras, válida pela 19a rodada do Brasileirão 2015) marcou logo 2 gols, seus primeiros com a camisa rubro-negra. No dia 23 de agosto 2015 no jogo contra o Sao Paulo ele marcou seu primeiro gol no Maracanã com a camisa do Flamengo. 
No dia 27 de setembro de 2015 (derrota por 2 a 1 para o Vasco), Ederson sofreu lesão no ligamento colateral lateral do joelho direito. Depois dessa lesão, ele tornou a jogar alguns minutos de amistoso contra o Orlando City (1 a 0), em 15 de novembro, e do empate por 1 a 1 com a Ponte Preta, sete dias depois, pelo Brasileiro. Com dores, porém, ele atuou por poucos minutos, em ambos os jogos. O departamento médico do clube decidiu, então, fazer um trabalho a parte com o jogador e só liberá-lo para jogo quando estivesse 100%. Ou seja, sem qualquer reclamação de dor e perfeitamente equilibrado fisicamente.

#### 2016
A "preparação especial" a que o departamento médico do clube submetia o atleta fez o médico do clube, Márcio Tannure, apostar que 2016 seria o melhor ano da carreira de Ederson.
Após 104 dias sem jogar devido a lesão sofrida no jogo contra o Vasco, Ederson retornou aos gramados no dia 05 de março de 2016, contra o Bangu, em partida válida pelo estadual. Nesta partida, Ederson atuou durante 70 minutos, e mesmo com falta de ritmo de jogo, ele se destacou com boa visão de jogo e passes precisos, como para o primeiro gol rubro-negro, marcado por Felipe Vizeu.
| “ | "Bom retorno, com vitória, falta ritmo, força nas pernas, mas saio feliz. Estou muito feliz de voltar a jogar após meses e aproveito para agradecer ao departamento médico, comissão técnica e todo mundo que fez e faz um excelente trabalho comigo no Flamengo. Tenho que continuar esse trabalho para equilibrar a musculatura e mostrar meu futebol." | ” |

Na 12ª rodada do Campeonato Brasileiro contra o Internacional, após uma dividida de cabeça do peruano Paolo Guerrero, a bola sobrou para Ederson que livre, cabeceou para o gol de Muriel e fez o gol da vitória por 1-0.
A boa sequência de jogos que o atleta vinha fazendo animava comissão técnica e torcedores. No jogo seguinte, porém, disputado no dia 03 de julho de 2016 contra o Corinthians e válido pela 13ª rodada da competição nacional, após fazer um excelente primeiro tempo, Ederson sofreu uma lesão óssea no joelho esquerdo ao receber um carrinho criminoso do lateral-direito corinthiano Fagner, uma tesoura por trás ao receber orientações do tecnico. Aos cinco minutos do segundo tempo, novamente teve de se afastar dos gramados para ser operado. A mídia atribuiu a lesão à tesoura do lateral em cima do meia, ainda aos quarenta minutos do primeiro tempo, que iniciou o atrito entre os dois, entretanto a tesoura foi na perna direita do meia, que continuou o jogo normalmente até lesionar sozinho o joelho esquerdo no segundo tempo. Por conta da tesoura de Fagner, o técnico Zé Ricardo reclamou com o arbitro Héber Roberto Lopes - que sequer marcou falta na jogada - e acabou expulso. Ainda no primeiro tempo, Ederson descontou no lateral com um carrinho em que acabou levando amarelo. Dias após o jogo, o presidente do Flamengo, Eduardo Bandeira de Mello, em entrevista ao canal SporTV, também criticou Héber Roberto Lopes, dizendo: "O Ederson vai ficar um mês para se recuperar. E o agressor dele continua jogando normalmente, o juiz continua apitando normalmente, os burocratas continuam trabalhando normalmente. E quem foi punido foi o Flamengo e o seu jogador, que foi agredido".
Esta lesão acabaria afastando Ederson por 10 meses dos gramados, já que o meia teve de ser submetido a uma artroscopia, que foi realizada no dia 7 de setembro.
Apesar de ter sido menos grave do que as lesões sofridas quando atuava no futebol europeu, os 10 meses longe dos gramados foram o maior tempo que Ederson passou longe dos gramados recuperando-se de uma lesão.

#### 2017
Em março, após alguns meses fazendo trabalho de fortalecimento muscular, Ederson voltava a treinar novamente. As comissões médica e técnica do clube, porém, ainda não especulavam uma data para que ele fosse relacionado de novo para um jogo.
Mesmo com poucas chances de atuar até o final do Campeonato Carioca de 2017, Ederson foi inscrito pelo clube na competição. Por conta disso, como o Flamengo foi o campeão do Cariocão-2017, este foi seu primeiro título com a camisa do clube, mesmo sem ter entrado em campo.
No dia 19 de abril, Ederson participou de um jogo-treino contra o Ceres. O meia jogou por 50 minutos, fez gol, e deu indícios de que seu retorno estava próximo. Além disso, nos treinamentos, Ederson já vinha se destacando por conta das boas finalizações e dos bons passes.
No dia 10 de maio, finalmente Ederson voltava a ser relacionado para um jogo (Flamengo x Atlético-GO, pela Copa do Brasil). Para apoiá-lo, a torcida criou a hashtag #VoaÉderson, que acabou sendo um dos temas mais comentados do twitter. E foi justamente neste dia que, 10 meses após sua lesão, Ederson retornou aos gramados. Ele entrou aos 23 minutos do segundo tempo da partida, e, mesmo sentido o ritmo de jogo, ele se movimentou bastante, melhorou o toque de bola da equipe e aumentou a qualidade técnica do setor ofensivo.
No dia 20 de maio, na partida da 2a rodada do Brasileirão em que o Flamengo venceu o Atlético-GO, por 3 a 0, Ederson começou uma partida como titular pela primeira vez desde que se lesionou.
'Acho que o Ederson, apesar de ter características diferentes de Diego, pode fazer a diferença no Flamengo. Gosto muito de seu futebol. É um meia-atacante muito habilidoso, que gosta de cair pela esquerda mas é polivalente e, se preciso for, pode recuar e ajudar na marcação.
É muito bom em passes e assistências. Então pode ajudar muito na criação de jogadas.'Ederson é, sem dúvidas, um bom jogador. Mas não dá para esquecer que ele chegou ao Flamengo cercado de grandes expectativas e ainda precisa dar o retorno esperado. Será que chegou a hora?
Bem fisicamente, ele poderá ser muito útil a Zé Ricardo. É um jogador com muitos recursos e habilidoso. Sinceramente, torço por ele. Vale lembrar que ele já estava jogando bem quando foi vítima de entrada violentíssima do lateral-direito Fágner, do Corinthians, que nem sequer recebeu cartão amarelo.
Em 25 de julho, Ederson anunciou que está com Tumor no Testículo. Mais uma vez, o jogador terá que se afastar para se tratar da doença.
Ele encerrou sua passagem pelo Malvadão com 39 jogos e quatro gols no período.

## Seleção Brasileira

### Sub-17
Ederson atuou em todas as 6 partidas da campanha vitoriosa da Seleção Brasileira Sub-17 no Mundial da Finlândia em 2003, e marcou 2 gols.
| “ | Na seleção sub-17, fomos campeões mundiais e vesti a camisa 10. | ” |

### Seleção principal
No dia 26 de julho de 2010, esteve presente na primeira convocação de Mano Menezes para a Seleção Brasileira. Ele entrou em campo para substituir Neymar aos 26 minutos do primeiro tempo e, três minutos depois, saiu com uma grave lesão na coxa esquerda, que o deixou 4 anos afastado.

## Características e estilo de jogo
Segundo o jornalista Mauro Cézar Pereira, da ESPN Brasil, Ederson não pode ser rotulado como um meia clássico, lento, sem mobilidade. Com presença constante na parte ofensiva, ele é mais fácil de ser caracterizado como um rápido meia-atacante, com bons passes, dribles e velocidade.
Ainda conforme o mesmo jornalista, Ederson possui boa qualidade técnica, sabe manter a bola no pé e, no meio de campo, costuma povoar mais a faixa central, direcionado as investidas ofensivas para o lado esquerdo.
| “ | Sou um meia de ligação. Meu principal papel é armar as jogadas e chegar por trás. Sem posse de bola, faço o papel defensivo para ajudar. O fato de as pessoas não saberem minha posição exata é que, na Europa, fui sempre polivalente, respeitando os pedidos dos treinadores. Já joguei como atacante pela esquerda, pela direita. Pelo centro e até recuado. Minha função é meia, chegando no ataque. | ” |

Ederson é um jogador de habilidade e inteligência, características atualmente escassas no futebol brasileiro. Além disso, demonstra ser um grande profissional e um jogador bom de vestiário.

## Aposentadoria
Após passar mais de um ano afastado dos gramados por conta das insistentes dores no joelho, anunciou sua aposentadoria em 1º de janeiro de 2020 em entrevista dada a uma emissora de televisão.

## Estatísticas
Até 11 de junho de 2017.

### Clubes
| Clube             | Temporada         | Campeonato nacional | Campeonato nacional | Campeonato nacional | Copa nacional[a] | Copa nacional[a] | Copa nacional[a] | Competições continentais[b] | Competições continentais[b] | Competições continentais[b] | Outros torneios[c] | Outros torneios[c] | Outros torneios[c] | Total | Total | Total   |
| Clube             | Temporada         | Jogos               | Gols                | Assist.             | Jogos            | Gols             | Assist.          | Jogos                       | Gols                        | Assist.                     | Jogos              | Gols               | Assist.            | Jogos | Gols  | Assist. |
| ----------------- | ----------------- | ------------------- | ------------------- | ------------------- | ---------------- | ---------------- | ---------------- | --------------------------- | --------------------------- | --------------------------- | ------------------ | ------------------ | ------------------ | ----- | ----- | ------- |
| RS Futebol        | 2003              | —                   | —                   | —                   | —                | —                | —                | —                           | —                           | —                           | 34                 | 20                 | 0                  | 34    | 20    | 0       |
| RS Futebol        | 2004              | —                   | —                   | —                   | —                | —                | —                | —                           | —                           | —                           | 12                 | 3                  | 0                  | 12    | 3     | 0       |
| RS Futebol        | Total             | 0                   | 0                   | 0                   | 0                | 0                | 0                | 0                           | 0                           | 0                           | 46                 | 23                 | 0                  | 46    | 23    | 0       |
| Internacional     | 2004              | 3                   | 0                   | 0                   | —                | —                | —                | —                           | —                           | —                           | —                  | —                  | —                  | 3     | 0     | 0       |
| Internacional     | Total             | 3                   | 0                   | 0                   | 0                | 0                | 0                | 0                           | 0                           | 0                           | 0                  | 0                  | 0                  | 3     | 0     | 0       |
| Juventude         | 2004              | 5                   | 1                   | 0                   | —                | —                | —                | —                           | —                           | —                           | —                  | —                  | —                  | 5     | 1     | 0       |
| Juventude         | Total             | 5                   | 1                   | 0                   | 0                | 0                | 0                | 0                           | 0                           | 0                           | 0                  | 0                  | 0                  | 5     | 1     | 0       |
| Nice              | 2004–05           | 5                   | 1                   | 0                   | 2                | 1                | 0                | —                           | —                           | —                           | —                  | —                  | —                  | 5     | 1     | 0       |
| Nice              | 2005–06           | 20                  | 2                   | 0                   | 6                | 1                | 0                | —                           | —                           | —                           | —                  | —                  | —                  | 20    | 2     | 0       |
| Nice              | 2006–07           | 30                  | 6                   | 5                   | 2                | 0                | 0                | —                           | —                           | —                           | —                  | —                  | —                  | 30    | 6     | 5       |
| Nice              | 2007–08           | 36                  | 7                   | 4                   | 4                | 1                | 0                | —                           | —                           | —                           | —                  | —                  | —                  | 36    | 7     | 4       |
| Nice              | Total             | 91                  | 16                  | 9                   | 14               | 3                | 0                | 0                           | 0                           | 0                           | 0                  | 0                  | 0                  | 105   | 19    | 9       |
| Lyon              | 2008–09           | 35                  | 5                   | 7                   | 2                | 0                | 0                | 8                           | 0                           | 1                           | —                  | —                  | —                  | 45    | 5     | 8       |
| Lyon              | 2009–10           | 24                  | 2                   | 4                   | 3                | 0                | 0                | 10                          | 0                           | 0                           | —                  | —                  | —                  | 37    | 3     | 4       |
| Lyon              | 2010–11           | 8                   | 2                   | 0                   | —                | —                | —                | —                           | —                           | —                           | —                  | —                  | —                  | 8     | 2     | 0       |
| Lyon              | 2011–12           | 15                  | 2                   | 0                   | 4                | 0                | 0                | 6                           | 0                           | 0                           | —                  | —                  | —                  | 25    | 2     | 0       |
| Lyon              | Total             | 82                  | 11                  | 11                  | 9                | 0                | 0                | 24                          | 0                           | 1                           | 0                  | 0                  | 0                  | 115   | 11    | 12      |
| Lazio             | 2012–13           | 15                  | 1                   | 1                   | —                | —                | —                | 8                           | 2                           | 2                           | —                  | —                  | —                  | 23    | 3     | 3       |
| Lazio             | 2013–14           | 15                  | 1                   | 1                   | 1                | 0                | 0                | 5                           | 0                           | 0                           | 1                  | 0                  | 0                  | 22    | 1     | 1       |
| Lazio             | 2014–15           | 4                   | 1                   | 0                   | 1                | 0                | 0                | —                           | —                           | —                           | —                  | —                  | —                  | 5     | 1     | 0       |
| Lazio             | Total             | 34                  | 3                   | 2                   | 2                | 0                | 0                | 13                          | 2                           | 2                           | 1                  | 0                  | 0                  | 50    | 5     | 4       |
| Flamengo          | 2015              | 8                   | 3                   | 1                   | 2                | 0                | 0                | —                           | —                           | —                           | 1                  | 0                  | 0                  | 11    | 3     | 1       |
| Flamengo          | 2016              | 8                   | 1                   | 0                   | 4                | 0                | 0                | —                           | —                           | —                           | 9                  | 0                  | 0                  | 21    | 1     | 0       |
| Flamengo          | 2017              | 5                   | 0                   | 0                   | 2                | 0                | 0                | —                           | —                           | —                           | 0                  | 0                  | 0                  | 7     | 0     | 0       |
| Flamengo          | 2018              | 0                   | 0                   | 0                   | 0                | 0                | 0                | 0                           | 0                           | 0                           | 0                  | 0                  | 0                  | 0     | 0     | 0       |
| Flamengo          | Total             | 21                  | 4                   | 1                   | 8                | 0                | 0                | 0                           | 0                           | 0                           | 10                 | 0                  | 0                  | 39    | 4     | 1       |
| Total na carreira | Total na carreira | 236                 | 35                  | 23                  | 33               | 3                | 0                | 37                          | 2                           | 3                           | 57                 | 23                 | 0                  | 363   | 63    | 26      |

- a. ^ Jogos da Copa da Liga Francesa, Copa da França, Coppa Italia e Copa do Brasil
- b. ^ Jogos da Liga dos Campeões da UEFA e Liga Europa da UEFA
- c. ^ Jogos do Campeonato Gaúcho, Supercopa da Itália e Jogo amistoso

### Seleção Brasileira
Abaixo estão listados todos jogos e gols do futebolista pela Seleção Brasileira, desde as categorias de base. Abaixo da tabela, clique em expandir para ver a lista detalhada dos jogos de acordo com a categoria selecionada.
Sub-17
| Ano   |       |      |         |       |
| Ano   | Jogos | Gols | Assist. | Média |
| ----- | ----- | ---- | ------- | ----- |
| 2003  | 6     | 2    | 0       | 0,33  |
| Total | 6     | 2    | 0       | 0,33  |

|    | Data                 | Local                                 | Resultado | Adversário     | Gols | Assist. | Competição                        |
| -- | -------------------- | ------------------------------------- | --------- | -------------- | ---- | ------- | --------------------------------- |
| 1. | 14 de agosto de 2003 | Estádio Ratina, Tampere, Finlândia    | 1–1       | Camarões       | 0    | 0       | Campeonato Mundial Sub-17 de 2003 |
| 2. | 17 de agosto de 2003 | Estádio Ratina, Tampere, Finlândia    | 5–0       | Portugal       | 1    | 0       | Campeonato Mundial Sub-17 de 2003 |
| 3. | 20 de agosto de 2003 | Estádio Ratina, Tampere, Finlândia    | 3–0       | Iêmen          | 0    | 0       | Campeonato Mundial Sub-17 de 2003 |
| 4. | 24 de agosto de 2003 | Veritas Stadion, Turku, Finlândia     | 3–0       | Estados Unidos | 1    | 0       | Campeonato Mundial Sub-17 de 2003 |
| 5. | 27 de agosto de 2003 | Estádio Ratina, Tampere, Finlândia    | 2–0       | Colômbia       | 0    | 0       | Campeonato Mundial Sub-17 de 2003 |
| 6. | 30 de agosto de 2003 | Estádio Finnair, Helsinque, Finlândia | 1–0       | Espanha        | 0    | 0       | Campeonato Mundial Sub-17 de 2003 |

Seleção principal

| Ano   |       |      |         |       |
| Ano   | Jogos | Gols | Assist. | Média |
| ----- | ----- | ---- | ------- | ----- |
| 2010  | 1     | 0    | 0       | 0     |
| Total | 1     | 0    | 0       | 0     |

|    | Data                 | Local                                            | Resultado | Adversário     | Gols | Assist. | Competição |
| -- | -------------------- | ------------------------------------------------ | --------- | -------------- | ---- | ------- | ---------- |
| 1. | 10 de agosto de 2010 | MetLife Stadium, East Rutherford, Estados Unidos | 2–0       | Estados Unidos | 0    | 0       | Amistoso   |

Seleção Brasileira (total)
| Ano   |       |      |         |       |
| Ano   | Jogos | Gols | Assist. | Média |
| ----- | ----- | ---- | ------- | ----- |
| 2003  | 6     | 2    | 0       | 0,33  |
| 2010  | 1     | 0    | 0       | 0     |
| Total | 7     | 2    | 0       | 0,28  |

## Títulos
Internacional
- Campeonato Gaúcho: 2004

Lyon
- Copa da França: 2011–12

Lazio
- Coppa Italia: 2012-13

Flamengo
- Campeonato Carioca: 2017
- Taça Guanabara: 2018

Seleção Brasileira
- Copa do Mundo FIFA Sub-17: 2003